# Cima del Carro
La Cima del Carro (3.326 m s.l.m.) è una montagna della Catena Levanne-Aiguille Rousse nelle Alpi Graie situata in territorio italiano a poca distanza dal confine con la Francia.

## Ascensione alla vetta
Dal versante italiano si può partire dalla diga del Lago Serrù.